# È vita
È vita è un album del cantante siciliano Gianni Celeste, cantato in lingua napoletana, pubblicato nel 2014. In questo album duetta con Prince, Francesca Salici e Valentina Tesauro.

## Tracce
1. Lassale (feat. Prince)
2. Un'ora no
3. Senza inibizioni
4. Nun me pienze cchiù
5. T'immagino (feat. Francesca Salici)
6. Giuralo
7. Perché ormai (feat. Valentina Tesauro)
8. Sarà perché ti amo
9. A 'nnammurata mia
10. Na mamma